# Јован Грковић Гапон
Јован Грковић Гапон (Ораховац, 1879 — Куманово, 8. октобра 1912) био је српски калуђер и четник.

## Биографија
Рођен је у зидарској породици у Ораховцу, од родитеља Недељка и Агније Грковић. Са 10 година кренуо у основну школу у родном месту. Завршио је у Призрену Призренску богословију - Богословско-учитељску школу 1898/1899. године. Током похађања Богословије истицао се као добар певач. Након тога Јован се замонашио у манастиру Високим Дечанима, из којег убрзо одлази као дечански монах у Хиландар. Због великих сукоба са грчким и бугарским калуђерима није могао остати на Св. Гори и једва се спасио отуда 1902. године, у исто време када и војвода комитски Василије Трбић.
Дошавши у српске крајеве, постао је као јерођакон, секретар жичког епископа Саве Дечанца, 1903-1904. године. Јован је напустио дотадашњи положај и раскинуо са калуђерским животом, па се обрео 1905. године у манастиру Враћевшници, као српски комита под пуном опремом. У четничку акцију ушао је тада и на томе патриотском послу остао до смрти. Необично борбен и револуционаран, а притом бивши калуђер, он је добио надимак „Гапон“, по чувеноме рускоме раскалуђеру и револуционару Гапону. Учествовао је у чувеној борби четника Срба и Бугара код села Дренова, 27. маја 1907. године. Српске комите су уништиле бугарску чету под командом Стевана Димитрова. Инспирисан доживљеним током херојске борбе Гапон је 1908. године током четовања у Велешкој кази, написао чувену комитску песму - химну: Српска ми труба, затруби во тоа село Дренови... Аутор текста је исту допунио аријом и први пут је у целости испевао на скупу Србо-Македонаца у Београди, одржаном 1909. године.
Погинуо је "раскалуђер" Гапон 21. октобра 1912. године код Младог Нагоричана у Кумановској бици.